# Immunité parlementaire en France
L'immunité parlementaire est une disposition du statut des parlementaires qui a pour objet de les protéger dans le cadre de leurs fonctions des mesures d'intimidation venant du pouvoir politique ou des pouvoirs privés et de garantir leur indépendance, et celle du Parlement. Une forme d'immunité parlementaire existe dans de nombreux pays.
Si elle offre effectivement une certaine protection aux membres de l'Assemblée nationale et du Sénat (et par extension aux députés européens français), l'immunité parlementaire ne leur offre pas une impunité totale, contrairement à une opinion courante.
L'immunité parlementaire prévue à l'article 26 de la Constitution de la Cinquième République française offre une double immunité de juridiction : l'irresponsabilité et l'inviolabilité :
- l'irresponsabilité (ou immunité de fond /ou fonctionnelle)[3],[4] protège le parlementaire de toute poursuite pour des actions accomplies dans l'exercice de son mandat (non détachables de ses fonctions) ;
- l'inviolabilité (ou immunité de procédure)[3] vise les activités extra-parlementaires (détachables de ses fonctions) : un parlementaire peut être poursuivi, mais toute mesure « coercitive » (au sens strict) à son encontre nécessite la mainlevée de son immunité par ses pairs.

L'immunité parlementaire est liée à la durée du mandat. Elle est « personnelle », elle ne concerne donc que le parlementaire lui-même. Elle ne s'applique ni à sa famille, ni aux personnes à son service, ni à ses complices éventuels. Elle ne s'étend, ni à son domicile, ni à son lieu de travail et permet ainsi la saisie de ses biens ou une perquisition domiciliaire. La levée de l'immunité parlementaire est possible mais elle est « partielle » puisqu'elle ne concerne que l'inviolabilité et « subsidiaire » en ce qu'elle n'empêche pas le parlementaire de conserver son siège au Parlement bien qu'elle puisse l'empêcher d'y siéger physiquement. L'immunité parlementaire est « préalable » à toute mesure judiciaire nécessitant sa levée et constitue un moyen d’« ordre public ». La levée de l'immunité parlementaire est plus fréquente depuis les années 1990 (infra) en dépit du fait que, les poursuites étant possibles depuis 1995, une procédure peut parfois être menée jusqu'à la condamnation éventuelle du parlementaire sans qu'ait été levée son immunité, ce qui permet à la Justice de s'exercer. A contrario, la levée de l'immunité ne présume pas de la culpabilité du parlementaire qui en fait l'objet et ne concerne strictement que les faits et l'incrimination pour lesquels elle a été précisément demandée.
Mal connue dans ses modalités et sa portée réelle, l'immunité parlementaire est souvent mal perçue par l'opinion et fait régulièrement l'objet de critiques et de propositions visant à la supprimer ou à la limiter, voire paradoxalement à la renforcer. Le régime actuel modifié date de 1995.

## Histoire

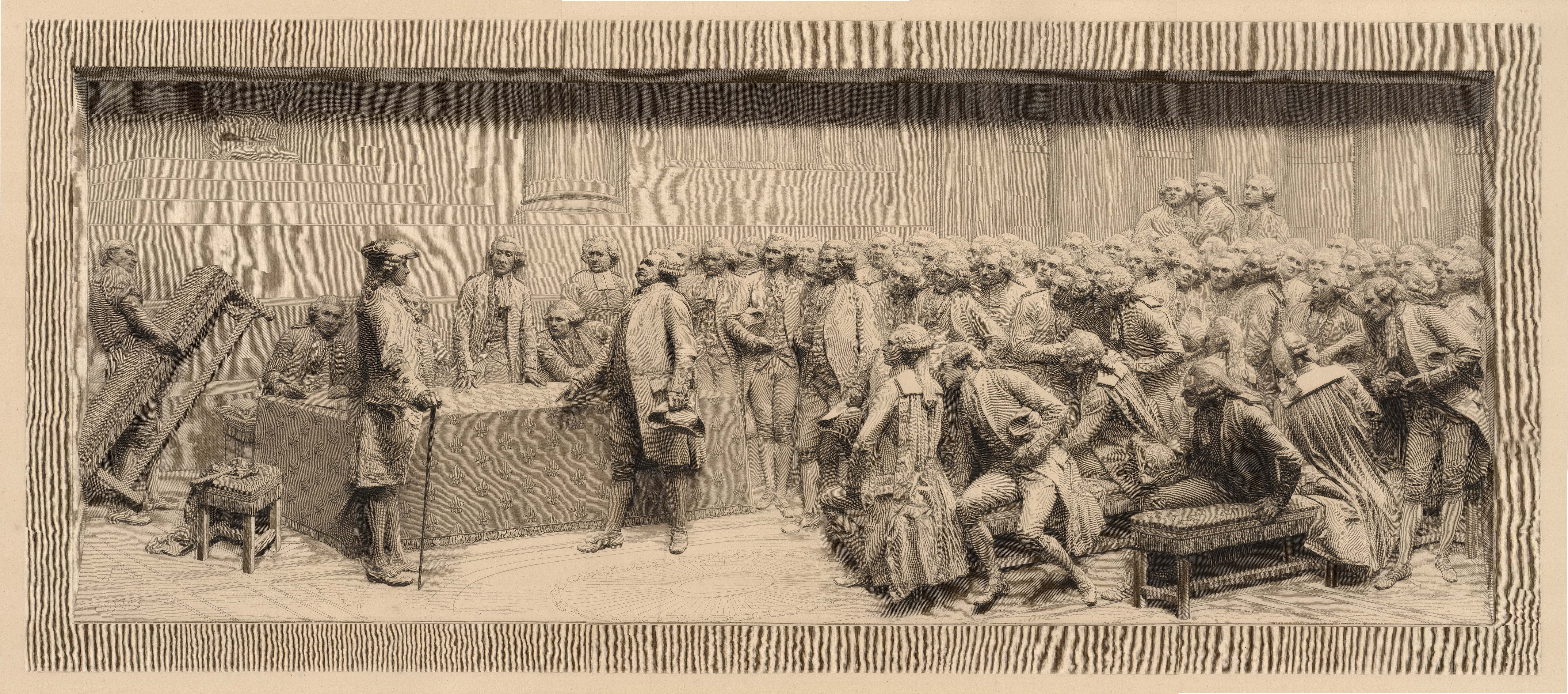
Les révolutionnaires français érigèrent l'immunité parlementaire en principe républicain pour protéger le pouvoir législatif (Mirabeau lors des États Généraux - gravé par Lamotte en 1889 - reproduit l'œuvre de Dalou).

Au Moyen Âge, l'immunité était le privilège d'un domaine féodal ou religieux qui était exempté d'impôt et totalement soustrait à l'autorité directe du roi, notamment judiciaire.
En France, l'immunité des parlementaires est une tradition qui remonte à la Révolution française mais qui tire son origine d'une coutume née en Grande-Bretagne au XIVe siècle,.
En 1789, les révolutionnaires français, en butte à l'hostilité du roi Louis XVI, posent d'emblée, avec Mirabeau, le principe de l'inviolabilité de la personne des députés qu'ils imposent à l'autorité royale par un acte de résistance fondateur dans la salle du Jeu de paume,. Indépendamment des vicissitudes de la période conventionnelle, le principe est repris de manière variable dans les différentes constitutions et s'applique également aux parlementaires de la seconde chambre dans le cadre du bicamérisme qui s'instaure en France après la Terreur.
Ainsi les Constitutions de 1791 (titre III, chap. 1er, sect. V, art. 7 et 8), de 1793 An I (art. 43 et 44), du Consulat de 1799 (art. 69 et 70) et de la IIe république de 1848 (art. 36 et 37) distinguent nettement l'irresponsabilité et l'inviolabilité en prévoyant déjà l'exception du flagrant délit qui provoque une levée automatique de l'immunité, tandis que les Chartes de la Restauration de 1814 (art. 51 et 52) et de la Monarchie de Juillet de 1830 (art. 43 et 44) ne visent explicitement que l'inviolabilité. La Constitution du Directoire de 1795 envisage l'irresponsabilité (art. 110) et un régime d'exception pour juger les membres du Corps législatif (art. 111 à 123). Les Constitutions des deux Empires font l'impasse. En 1875, la Constitution de la IIIe République ne prévoit l'immunité que lors des sessions en son article 14. La Constitution de la IVe République de 1946 étend l'immunité hors session mais revient sur cet élargissement lors de sa révision de 1954, précisant cependant dans son article 22 certains assouplissements mais aussi en ajoutant l'exception de la condamnation « définitive » qui lève l'immunité automatiquement.
La Constitution de la Ve République de 1958 revient sur cette « immunité à éclipses » selon que le parlementaire soit ou non en session. Elle rétablit partiellement l'inviolabilité hors session, mais atténue globalement l'immunité notamment lors de sa révision de 1995 (infra) qui prend acte de l'évolution du droit pénal français et constitutionnel et de l'agacement de l'opinion publique ; elle rend ainsi possibles les poursuites lors des sessions, à la différence de toutes mesures « coercitives » (privatives de liberté) qui restent soumises à autorisation mais en élargissant celles-ci au contrôle judiciaire qui était jusque-là exclu de l'assentiment parlementaire.
Aujourd'hui, l'immunité parlementaire est définie par la Constitution dans son article 26. L'article 121 de l'ancien Code pénal en garantissait le respect par les magistrats jusqu'en 1994,. L'immunité parlementaire est toujours visée par l'article 41 (modifié) de la loi sur la liberté de la presse du 29 juillet 1881 qui complète les dispositions constitutionnelles.

## Le régime de l'immunité parlementaire

### L'irresponsabilité du parlementaire pour les actes non détachables de ses fonctions
L'article 26, alinéa 1er, de la Constitution dit précisément : « Aucun membre du Parlement ne peut être poursuivi, recherché, arrêté, détenu ou jugé à l'occasion des opinions ou votes émis par lui dans l'exercice de ses fonctions ».

#### Caractères et portée de l'irresponsabilité

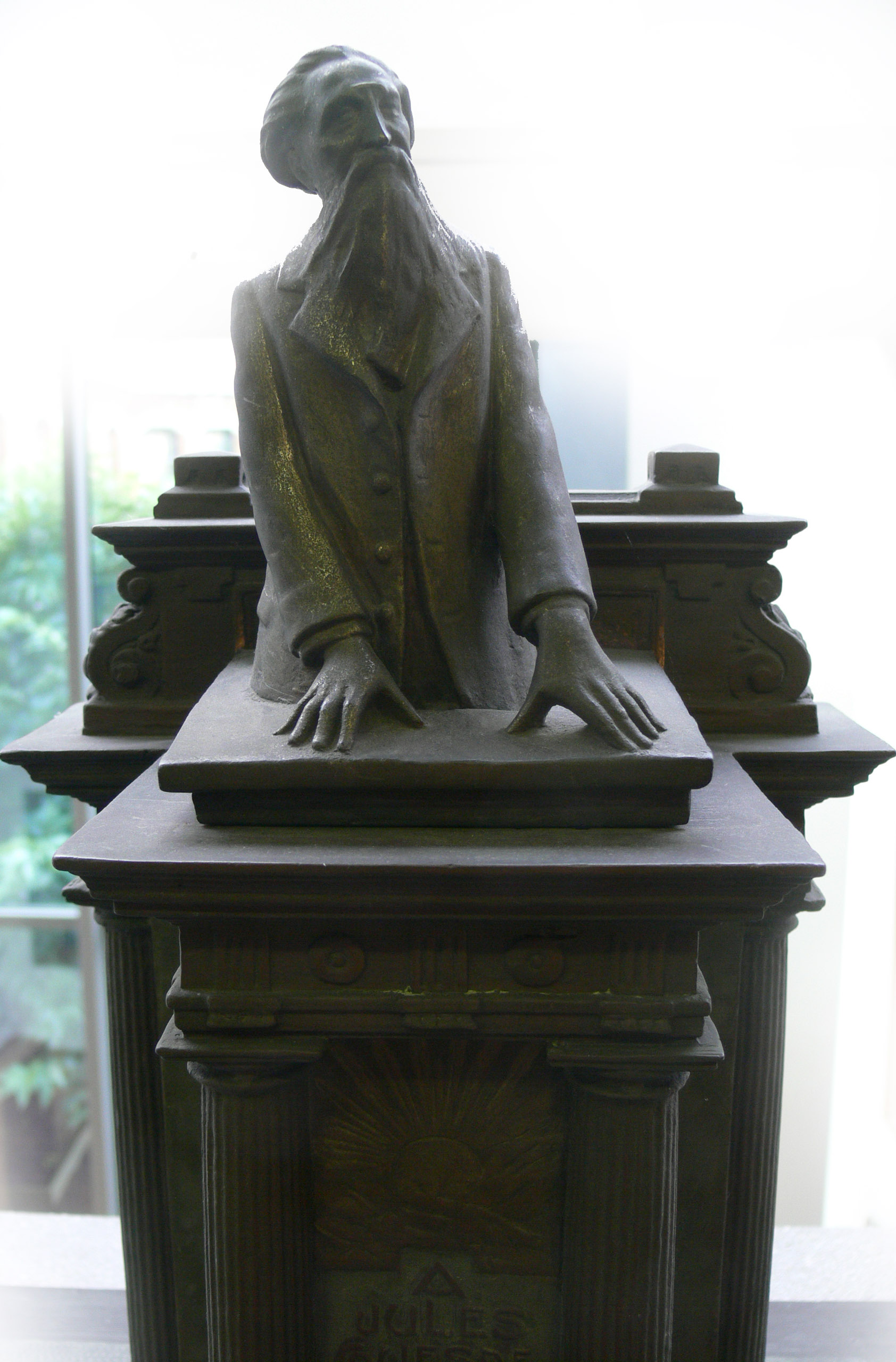
À la tribune et dans l'hémicycle, la parole est libre et protégée (Jules Guesde - Musée de Roubaix).

L'irresponsabilité présente un caractère « absolu ». En ce sens le Conseil Constitutionnel, saisi en vertu de l'article 54 afin de contrôler la constitutionnalité du Statut de Rome de la Cour pénale internationale, a émis une réserve quant à l'intégration de l'article 27 du présent texte dans l'ordre juridique interne. Cet article posait pour principe une application de la responsabilité pénale « […] sans aucune distinction fondée sur la qualité officielle. En particulier la qualité de chef d'État ou de gouvernement, de membre d’un gouvernement ou d’un parlement […] ». L'immunité parlementaire comme l'immunité présidentielle est engagée. Le Conseil Constitutionnel jugea donc cet article du Statut de Rome contraire à la Constitution française, la ratification ne peut donc intervenir qu'après révision, dont acte avec l'article 53-2.
L'irresponsabilité parlementaire ne peut être suspendue. Elle s'oppose à toutes formes de poursuites pénales, civiles ou disciplinaires et coïncide avec la notion pénale d'excuse légale absolutoire qui supprime l'élément légal de l'infraction. Elle a un caractère « perpétuel » dans la mesure où, cessant à l'issue du mandat, elle continue néanmoins de s'appliquer pour les opinions ayant été émises dans l'exercice de celui-ci. Elle a un caractère « d'ordre public » ; consécutivement, un député ne peut y renoncer et les actes accomplis en violation de l'immunité sont nuls de plein droit.
La liberté d'expression du député et du sénateur est donc très grande dans le cadre de ses fonctions bien que cette dernière notion soit d'interprétation restrictive (voir ci-dessous) : cela concerne ses interventions et votes en séance publique, en réunion de commission, en réunion de groupe, les propositions de loi et les amendements, les questions parlementaires, ainsi que les missions parlementaires extérieures (mais pas celles missionnées par le gouvernement) et les rapports qu'il rédige pour le compte de sa chambre parlementaire.
Consécutivement, cette irresponsabilité ne couvre pas les propos tenus par le parlementaire en dehors de ses fonctions, y compris dans l'enceinte parlementaire s'il s'agit de propos ou d'actes privés (insultes et coups et blessures sur un collègue, relations avec un assistant parlementaire, etc.), et à l'extérieur, par exemple au cours de réunions publiques ou à l'occasion de la rédaction d'un livre ou d'un article, ou d'un entretien avec un journaliste (y compris une interview téléphonique). Sur ce dernier point, certains parlementaires souhaitent une extension de l'immunité aux nouvelles formes d'expression politique que sont les médias et les réseaux sociaux. Pour le moment, ne sont pas couverts également les propos et opinions tenus par le parlementaire à l'occasion de l'exercice d'autres fonctions, y compris électives (maire par exemple), même lorsqu'ils sont une simple répétition de ceux précédemment exprimés au Parlement et/ou que référence est faite à ses fonctions parlementaires,.
En revanche, le caractère personnel de l'immunité, ne fait pas obstacle à ce qu'elle s'applique aux non parlementaires associés aux travaux couverts par l'irresponsabilité, comme un témoin entendu par une commission d'enquête parlementaire. C'est le caractère fonctionnel de l'irresponsabilité, qui s'étend également à la publication des débats parlementaires dans la presse qui dès lors qu'elle est « de bonne foi » échappe à toute action. Quant aux propos que le président de la République peut tenir, par message ou directement, devant les Assemblées au titre de l'article 18 de la Constitution, ils ne sont pas couverts par l'immunité parlementaire mais par l'immunité dont bénéficie le chef de l'État au titre de son statut pénal constitutionnel (art. 67).
Cette irresponsabilité ne soustrait pas le parlementaire à la discipline de son assemblée, mais empêche toutes poursuites disciplinaires s'il est aussi agent public, contrairement à une pratique sans doute révolue.

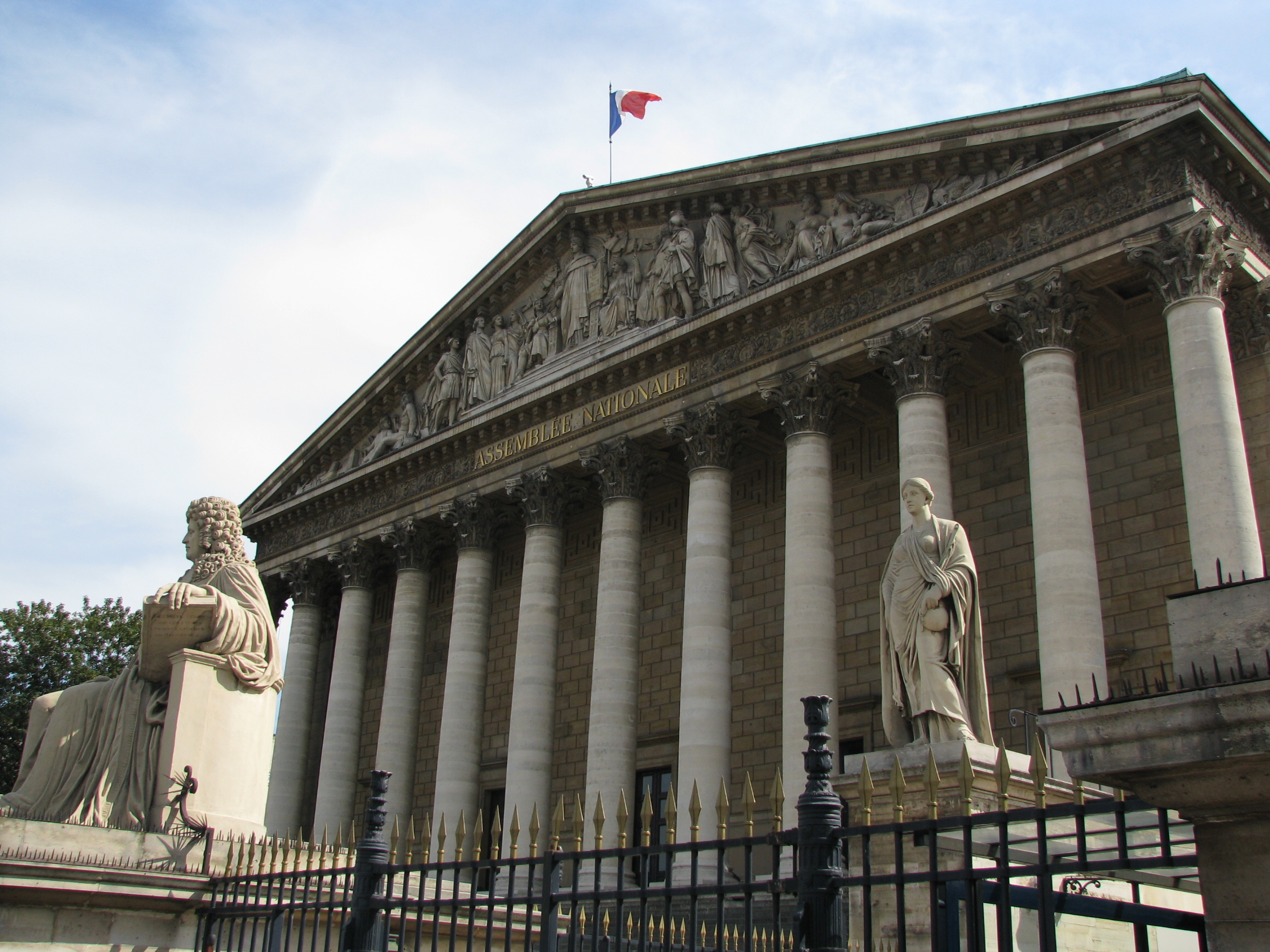
L'Assemblée nationale où siègent les députés protégés par leur immunité, que leur Chambre peut néanmoins lever partiellement (inviolabilité).

### L'inviolabilité du parlementaire pour les actes détachables de ses fonctions
L'article 26, alinéas 2, 3 et 4, de la Constitution dit précisément : « Aucun membre du Parlement ne peut faire l'objet, en matière criminelle ou correctionnelle, d'une arrestation ou de toute autre mesure privative ou restrictive de liberté qu'avec l'autorisation du Bureau de l'assemblée dont il fait partie. Cette autorisation n'est pas requise en cas de crime ou délit flagrant ou de condamnation définitive.
La détention, les mesures privatives ou restrictives de liberté ou la poursuite d'un membre du Parlement sont suspendues pour la durée de la session si l'assemblée dont il fait partie le requiert.
L'assemblée intéressée est réunie de plein droit pour des séances supplémentaires pour permettre, le cas échéant, l'application de l'alinéa ci-dessus. »

#### Caractères et portée de l'inviolabilité
L'inviolabilité ne confère pas un privilège personnel qui mettrait le parlementaire au-dessus du droit commun. Elle ne supprime donc pas le caractère illicite de tout acte commis par le parlementaire en dehors de ses fonctions et ne lui permet pas d'échapper à ses conséquences judiciaires. L'arrestation et les poursuites sont seulement éventuellement différées afin d'éviter que le parlementaire ne soit abusivement empêché d'exercer ses fonctions, consécutivement, que le fonctionnement et l'indépendance du Parlement en soit altéré, ce que confirme la Cour de cassation, et ce qui explique que l'inviolabilité reste, malgré la réforme de 1995, mieux protégée lorsque le Parlement se trouve en session (voir ci-dessous). Elle cesse à l'issue du mandat. Elle constitue un moyen d'« ordre public ».
L'inviolabilité concerne les infractions pénales (criminelles et correctionnelles) à l'encontre de faits commis ou non dans l'exercice des fonctions parlementaires (mais non rattachées à elles), mais ni les infractions fiscales, ni les contraventions, ni les poursuites civiles dès lors qu'elles ne conduisent pas, en principe, à des mesures privatives de liberté. Ainsi un parlementaire peut-il être poursuivi sur le plan civil et condamné pendant l'exercice de ses fonctions. Mais en fait, il en est de même en matière pénale et correctionnelle tant que les mesures prises n'enfreignent pas l'inviolabilité parlementaire.
En effet, les poursuites en matière pénale ou correctionnelle sont désormais possibles en toutes hypothèses depuis 1995. Un juge peut convoquer un parlementaire dans le cadre d'une instruction, l'entendre comme témoin ou le mettre en examen. Si le parlementaire ne s'y oppose pas, par exemple en ne répondant pas à la convocation d'un juge, une procédure peut ainsi théoriquement aller jusqu'à son terme sans entrave, y compris, jusqu'à une condamnation éventuelle. En revanche, sauf flagrant délit, le juge doit obtenir préalablement l'autorisation du Bureau de l'assemblée parlementaire pour toutes mesures coercitives pendant la durée de l'instruction, comme un mandat d'amener à son encontre, sa garde à vue, sa mise en détention provisoire ou une liberté conditionnée sous contrôle judiciaire et/ou interdiction de quitter le territoire. Échappent à une quelconque autorisation les mesures prises en application d'une condamnation définitive, c'est-à-dire, lorsque toutes les voies de recours sont éteintes.
En matière de presse, pour que l'immunité parlementaire ne fasse pas obstacle aux dispositions que pourrait prendre un juge à l'encontre d'un directeur de publication, responsable pénalement du contenu, qui serait également parlementaire, la publication concernée doit désigner un codirecteur ne bénéficiant pas de cette protection.
Une Assemblée parlementaire est susceptible de se prononcer sur l'immunité d'un de ses membres dans deux hypothèses : soit à la demande du Parquet pour lever partiellement son immunité (il s'agit uniquement de l'inviolabilité) ; soit, à la demande du parlementaire lui-même pour suspendre, pendant la durée de la session parlementaire, les mesures judiciaires prises à son encontre.

#### La levée de l'immunité

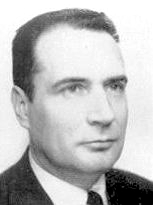
F. Mitterrand fut le premier à perdre son immunité sous la Ve République (1959).

Les demandes pour lever partiellement l'immunité (inviolabilité) d'un parlementaire sont désormais adressées aux bureaux des Assemblées, selon les instructions prévues au règlement de chacune d'elles, en conformité avec l'Ordonnance du 17 novembre 1958. Leur saisine résulte aujourd'hui d'une demande du procureur de la République qui, via le procureur général près la cour d'appel compétente, la transmet ensuite au garde des Sceaux, lequel la retransmet au président de l'Assemblée parlementaire concernée.
Alors qu'avant 1995 l'Assemblée en délibérait elle-même en séance publique, désormais chaque bureau délibère à huis clos après l'instruction faite par sa délégation spécialisée qui examine « le caractère sérieux, loyal et sincère de la demande », après avoir entendu le parlementaire concerné. Il s'agit de s’assurer que le parlementaire est traité comme le serait tout citoyen poursuivi pour les mêmes faits et ainsi d'arbitrer entre le déroulement normal de l’instance pénale et la nécessaire protection du mandat parlementaire. Trois principes essentiels encadrent l'examen d'une demande : la « présomption d'innocence » et la « séparation des pouvoirs » : il n’appartient pas au Bureau d’examiner l’affaire au fond, ni de se prononcer sur l’exactitude des faits, encore moins sur la culpabilité du parlementaire en cause ; le « secret de l’instruction » : la requête contre le parlementaire et la délibération du Bureau sont strictement couverts par le secret de l’instruction.
Le bureau est composé respectivement, pour l'Assemblée nationale et le Sénat, de 22 et 26 élus qui votent à bulletins secrets, éclairés du rapport de la délégation, mais sans être liés par celui-ci. Les délais de traitement des demandes par les Chambres sont relativement brefs mais environ plus longs de 10 jours à l'Assemblée nationale (évaluation en 2007).
La levée de l'immunité (l'inviolabilité) est limitée à l'objet et aux stipulations de la demande faite par les autorités judiciaires à laquelle s'est référée l'Assemblée, mais rien n'empêche une demande supplétive ultérieure qui sera elle aussi soumise à l'approbation parlementaire. Comme le démontre l'actualité, le bureau de l'Assemblée nationale ou du Sénat fournit assez souvent cette autorisation au juge qui la demande (infra). Mais les refus sont possibles,.

#### La suspension des mesures judiciaires
Lors d'une session parlementaire, l'assemblée concernée — en séance plénière — peut voter l'interruption des mesures prises par le juge pour la durée de celle-ci selon une procédure propre au règlement de chaque Assemblée. Cette limitation de la suspension à la seule durée de la session est une novation de la réforme de 1995 qui, en outre, entame un processus qui, par incidence, améliore l'effectivité de ces dispositions en facilitant l'inscription d'une résolution de suspension à l'ordre du jour des Assemblées (réformes de l'article 48 de la Constitution). L'Assemblée doit être saisie par une résolution de suspension rédigée par le parlementaire demandeur ou d'autres parlementaires ; ainsi, à l'Assemblée nationale est-il d’usage que le député concerné s’abstienne de la formuler lui-même,. Une commission spécialisée désignée en début de législature instruit la demande. Le parlementaire demandeur (ou son délégué) est entendu. L'Assemblée vote sur le rapport de la commission après un débat public restreint et, le cas échéant, elle tient des séances supplémentaires pour ce faire. Également ajoutée en 1995, cette possibilité se trouve confortée par la modification de l'article 48 précitée.

#### Difficultés d'application
La jurisprudence est venue régler diverses questions (notamment les règles de prescription de l'action publique à l'égard du parlementaire ou les modalités précises de la saisine du Parlement) dont certaines n'ont plus lieu d'être depuis la réforme de 1995 comme celles se rattachant aux citations directes d'un particulier.
La pratique elle-même est source d'enseignement :
Un cas singulier a ainsi trouvé sa réponse en novembre 2001 avec l'affaire du député Marc Dumoulin, condamné en première instance à une peine d'emprisonnement par la cour d'assises. La question de la légitimité d'une demande de levée de son immunité parlementaire, pour l'exécution de sa peine, s'est posée dès lors que le député avait fait appel de sa condamnation. En effet, la décision de la Cour d'assises d'Appel (institution nouvellement créée en 2000, postérieurement à la dernière rédaction de l'article 26 de la Constitution) était susceptible d'entraîner de facto, soit une levée de l'immunité « de plein droit » en cas de confirmation de la peine (condamnation « définitive »), soit une remise en cause de l'emprisonnement et, consécutivement, aurait rendu rétrospectivement la levée de l'immunité qui l'avait permise, inutile, voire attentatoire à la présomption d'innocence. Après avoir hésité, le Parquet a finalement demandé la levée de l'immunité qui fut autorisée par le bureau de l'Assemblée nationale en novembre 2001.
Un autre cas singulier a trouvé sa réponse avec l'affaire Georges Tron en juin 2011. Démissionnaire du Gouvernement, ce dernier devait automatiquement retrouver son siège de député un mois après la fin de ses fonctions ministérielles, en vertu d'une loi de 2009. Ayant été mis en examen et placé sous contrôle judiciaire avant de retrouver son mandat de député, la question s'est posée de savoir si, dans ce cas, le futur député retrouverait la totalité de son inviolabilité avec son siège ou si cette mesure coercitive continuerait à s'appliquer sans qu'il soit besoin que le bureau de l'Assemblée nationale ne se prononce sur la levée de l'immunité parlementaire,. Finalement le président de l'Assemblée nationale ayant été saisi par l'autorité judiciaire, le bureau de l'Assemblée s'est explicitement prononcé, en l'espèce en levant l'immunité parlementaire (inviolabilité) de Georges Tron ; toutes nouvelles mesures coercitives prises à son encontre devant toutefois à nouveau être soumises à l'approbation du bureau de l'Assemblée, comme il est de règle générale.

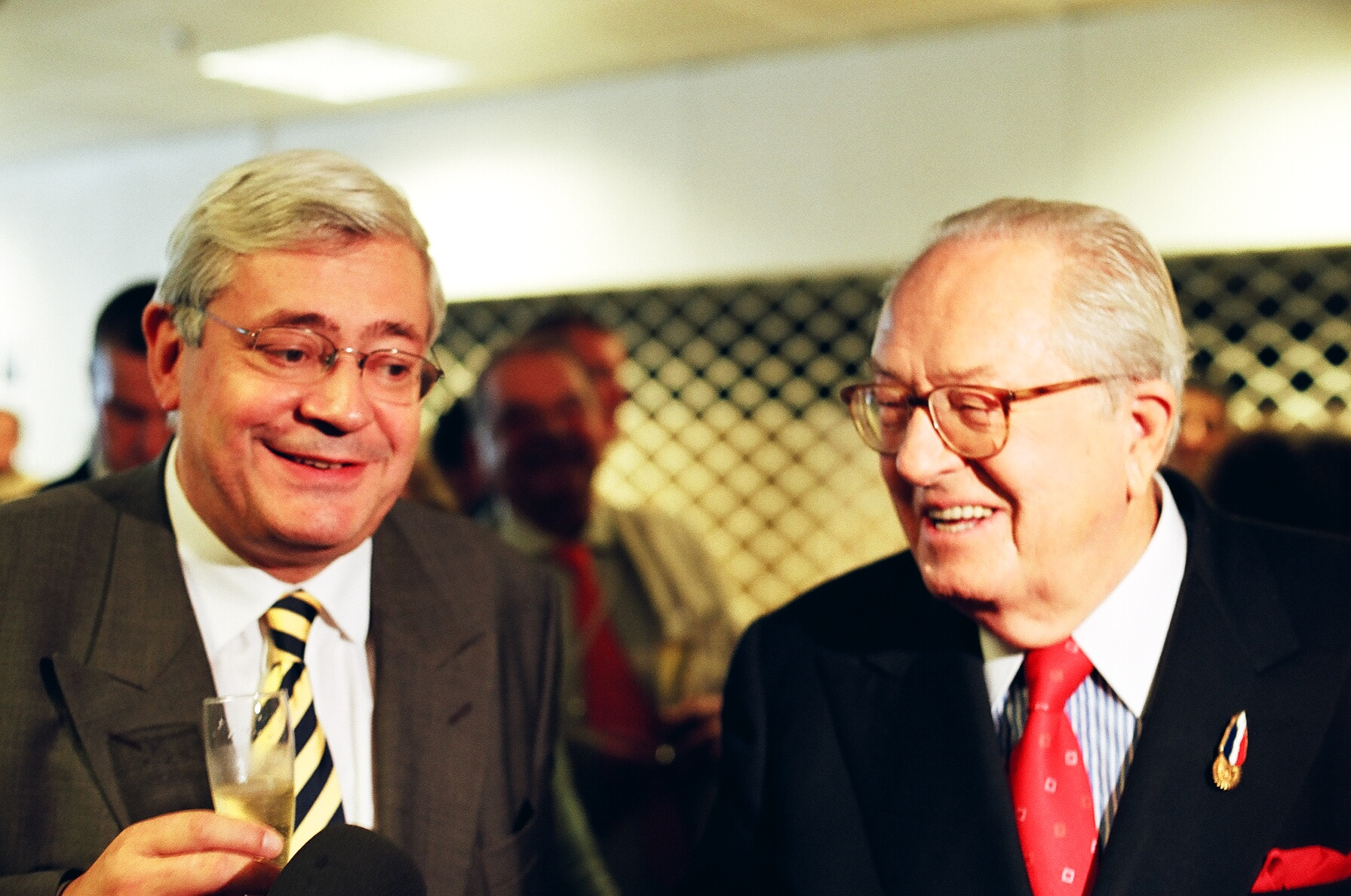
Jusqu'en 2013, Bruno Gollnisch et Jean-Marie Le Pen étaient les seuls députés européens français à avoir vu leur immunité parlementaire levée, à la demande des autorités judiciaires françaises. Il faut y ajouter Marine Le Pen et Jérôme Lavrilleux.

## Extension de cette immunité aux eurodéputés français
Les députés européens français sont protégés sur le territoire national par leur immunité parlementaire (au titre de leur mandat européen) dont la définition est en outre celle du droit français.

### Articulation entre le droit français et le droit européen
Selon les dispositions de l'article 10 du protocole sur les privilèges et immunités de l'Union européenne, du 8 avril 1965, pendant la durée des sessions du Parlement européen, les membres de celui-ci bénéficient, sur leur territoire national, des immunités reconnues aux membres du parlement de leur État ; en l'espèce, pour les députés européens français, celles prévues justement à l'article 26 de la Constitution française, ce que reconnaît la Cour de cassation française. Néanmoins, l'application de l'article 10, notamment le fait de retenir la définition juridique et le champ français de l'immunité, ne fait pas obstacle au droit et à l'entière liberté du Parlement européen de lever l'immunité d'un de ses députés. Autrement dit, il appartient bien au Parlement européen de lever l'immunité de ses membres et, si le contenu de cette immunité est celui du droit français, la levée de l'immunité par le Parlement européen, quant à elle, répond à une jurisprudence européenne indépendante, éventuellement différente, de celle des parlements nationaux, en l'espèce, de celle du Parlement français,. Ceci étant, la jurisprudence européenne a notamment apporté par l'arrêt Gollnisch de 2013 des précisions sur la portée des articles 8 et 9 du protocole no 7 qui fixe désormais les privilèges et immunités de l’Union européenne, notamment quant à la levée et sur la défense d'immunité, confirmant au passage que l'immunité des parlementaires européens comprend bien les deux aspects couverts par le droit français : l'irresponsabilité et l'inviolabilité même si leur portée relève du droit européen.

### La levée de l'immunité
Suivant le protocole (No 7) sur les privilèges et immunités de l'Union européenne (art. 7, 8 et 9) et son règlement (art. 5, 6, 7 et 9), le Parlement européen doit être saisi par les autorités judiciaires françaises d'une demande de levée de l'immunité (inviolabilité). Celle dernière est examinée par la Commission des affaires juridiques (anciennement Commission du règlement, de la vérification des pouvoirs et des immunités) du Parlement européen qui, après avoir entendu les explications du député concerné, propose ou non la levée de l'immunité dans un rapport motivé. La commission examine notamment les faits et leur gravité à la lumière de deux questions : la demande se rapporte-t-elle ou non à l'activité politique du député ; y a-t-il fumus persecutionis, c'est-à-dire une présomption suffisamment sérieuse et précise que la procédure a été engagée dans l'intention de nuire à l'activité politique du député. Le Parlement européen délibère ensuite sur la demande, au vu du rapport de la commission, mais sans être lié par celui-ci.
Cela ne change rien aux actions entreprises sur le territoire français. La jurisprudence française avait déjà indiqué avant 1995 que du rapprochement des articles 26 de la constitution, avec l'article 28 du traité européen du 8 avril 1965 et l'article 10 de son protocole, il résulte que les poursuites éventuellement engagées sur le territoire français avant son élection au Parlement européen, contre un député européen français, ne sauraient être suspendues d'office par l'ouverture d'une session du dit Parlement européen. Dans tous les cas, il appartient aux autorités françaises de faire le nécessaire pour demander la levée de l'immunité. Ensuite, la procédure est généralement longue : plusieurs mois. Le député a la possibilité de défendre son immunité, en dernier ressort devant le Tribunal de l’Union européenne.

## La critique de l'immunité parlementaire au cœur d'enjeux conceptuels et de la morale politique
Le principe même et les modalités de l'immunité parlementaire dépendent, entre autres, du fondement historique de nos droits et de la conception qu'il est possible d'avoir des rapports entre les pouvoirs. Mais son existence et sa pratique obligent à considérer son impact sur l'opinion publique (supra), ce qui conduit certains à en souhaiter la suppression, ou un sérieux aménagement, au nom de la moralisation de la vie politique.

### L'immunité parlementaire et les déclarations des droits

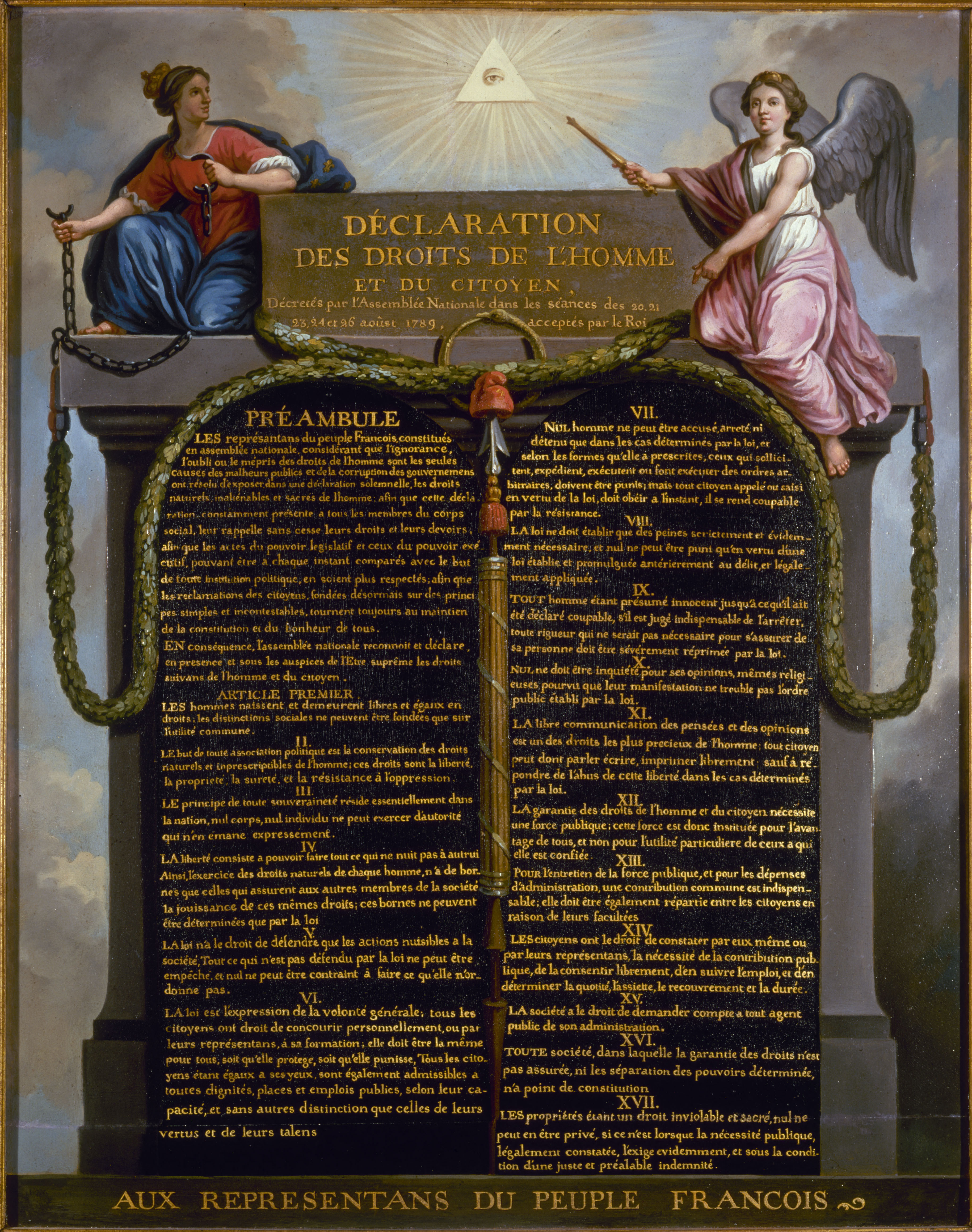
La déclaration des droits de l'homme de 1789 est un acte de rupture

De ce point de vue, il est plus aisé de justifier des modalités de l'immunité parlementaire en France en comparant son fondement historique avec celui divergeant des dispositions qui lui correspondent dans les pays anglo-saxons.
Pour Marc van Hulst qui se livre à cette comparaison, la conception anglo-saxonne des immunités plonge ses racines dans la lente organisation coutumière des droits individuels face à l'autorité royale et dans les textes qui jalonnent leur consolidation dès 1215 avec la Grande Charte, puis la Pétition des droits (1627), l'Acte Habeas Corpus (1670), le Bill des droits (1689) et l'Acte d'établissement (1701) ; une évolution qui prend appui, en même temps qu'elle le suscite, sur le droit jurisprudentiel qu'est la common law. « Dans cette logique, la protection de l'individu, qu'il possède ou non la qualité de parlementaire, va de soi » et s'il n'en est pas ainsi, la justice, adossée aux sources précitées, offre un recours efficace. « On comprend dès lors que les membres du Parlement britannique n'aient pas ressenti le besoin d'instaurer une protection spécifique pour eux-mêmes, les institutions de droit commun suffisant à prévenir et à réprimer les poursuites, les arrestations et les détentions illégales et arbitraires ». La liberté de parole à la chambre est cependant protégée. Une évolution semblable se retrouve dans le Commonwealth et aux États-Unis.
Selon le même auteur, « le processus intervenu en France est d'une tout autre nature. La déclaration des droits de l'homme de 1789 n'est pas venue confirmer un ensemble de droits déjà reconnus », mais fait acte de révolution dans un souci d'universalité, destiné « à s'imposer au nom de la raison pure », au-delà de nos frontières. Ce faisant, l'Assemblée nationale et les droits qu'elle proclame, de même que la justice qu'elle instaure, ne reposent pas sur un large consensus intégré et macéré au fil des siècles. Bien au contraire ; c'est un acte de défiance contre le « tyran » (le pouvoir royal). « C'est pourquoi la sauvegarde des élus du peuple, leur indépendance, leur droit d'aller et venir, leur liberté de parole, leur protection contre ce qui les entraverait dans leur mandat, imposaient des mesures de protection particulières », exorbitantes du droit commun, notamment pour les mettre à l'abri du pouvoir exécutif et de sa justice. En outre, à l'époque, la toute-puissance de l'Assemblée révolutionnaire permettait que celle-ci aille plus loin qu'outre-Manche en imposant « la notion d'inviolabilité jusqu'alors inconnue ». En s'affinant pour distinguer nettement l'irresponsabilité de l'inviolabilité, c'est d'ailleurs ce concept français de l'immunité qui va inspirer d'abord les pays du continent européen, puis ceux des anciennes colonies françaises, notamment.

### L'immunité parlementaire et la séparation des pouvoirs
Dans une note de lecture que publie la revue française d'administration publique (RFAP), Koen Muylle analyse les différentes logiques que sous-tendent la conception de l'immunité parlementaire, notamment, à la lumière de la critique d'une thèse doctorale sur la protection des décideurs publics face au droit pénal soutenue par Fabien Bottini. Pour l'auteur de la thèse, l’étendue des immunités dont bénéficient les décideurs publics serait le résultat d’un équilibre mouvant entre « logique démocratique » et « logique représentative ». Cette dernière « suppose d’aliéner le pouvoir entre les mains des autorités » (p. 23) et conçoit les immunités en dérogation du droit applicable à tous en le banalisant « comme le droit commun de la responsabilité des autorités » (p. 24). Elle débouche sur une conception dualiste de la séparation des pouvoirs qui réduit la relation entre les pouvoirs de l’État à un antagonisme entre le pouvoir législatif et le pouvoir exécutif et dans lequel le juge répressif ne peut jouer qu’un rôle subsidiaire. La conception des immunités qui en résulte « favoriserait la dérive oligarchique de la représentation » (p. 25).

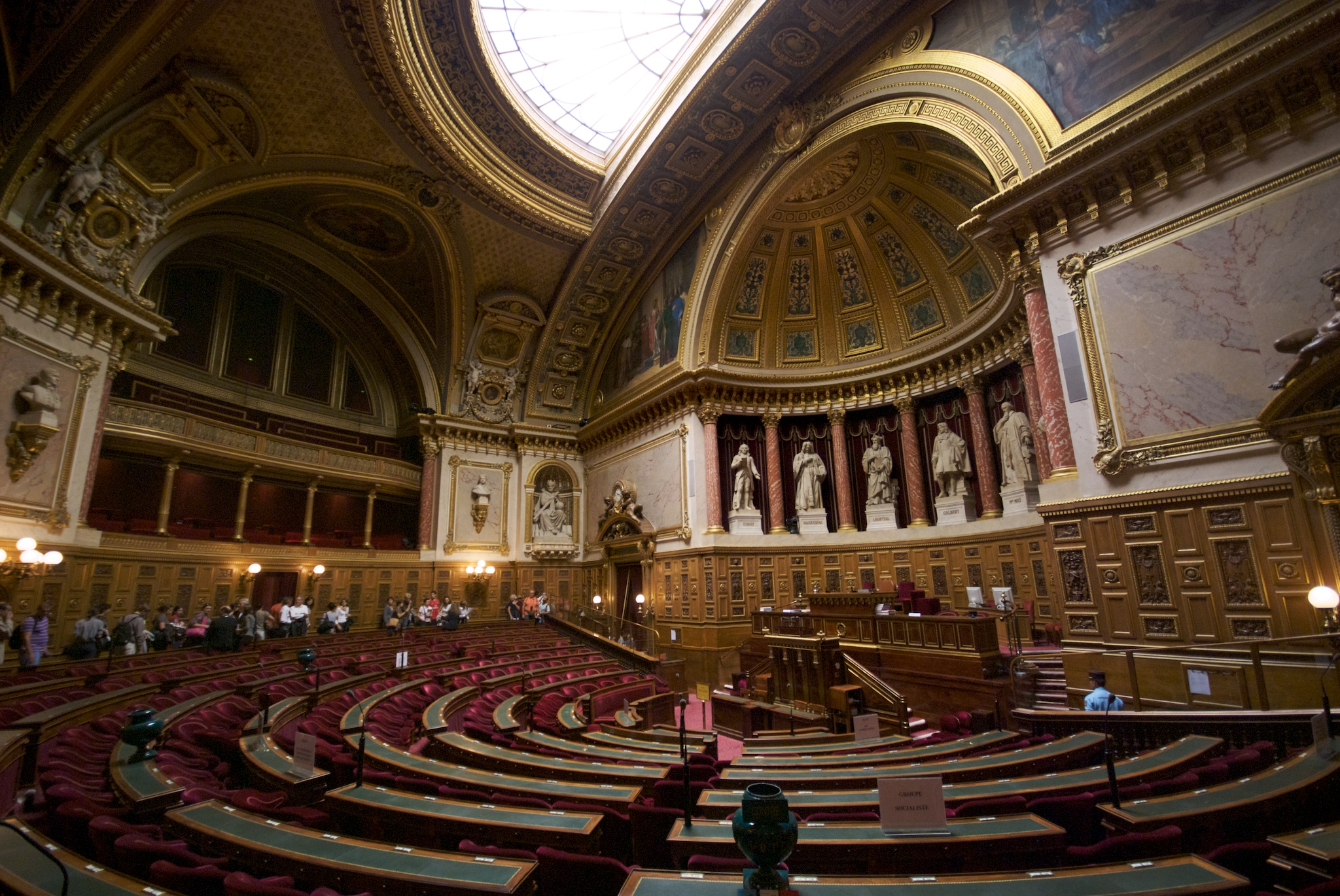
Le parlement bicaméral français (ici l'Hémicycle du Sénat) illustre un système représentatif articulé avec l'immunité parlementaire, dont le principe ne fut posé qu'à la Révolution

La « logique démocratique », par contre, suppose la participation des citoyens à l’exercice du pouvoir et repose sur « l’identification des gouvernants aux gouvernés » (p. 26). La désacralisation de la représentation qui en résulte entraîne une vision restrictive des immunités, qui sont des atteintes au droit commun. Il en résulte également une conception trialiste de la séparation des pouvoirs, selon laquelle le pouvoir judiciaire doit contrebalancer les excès des deux autres pouvoirs. Ainsi, le juge (répressif) deviendrait l’allié objectif du peuple pour sanctionner les abus des gouvernants (p. 27).
L’auteur de la thèse lie ces deux logiques à deux conceptions de l’État de droit (p. 36-38). Dans la première, l’État de droit se présente comme une doctrine libérale, dans laquelle il peut paraître nécessaire d’éviter que les citoyens ne détournent le procès pénal afin d’entraver l’action des gouvernants. Dans la deuxième, l’État de droit doit favoriser la soumission des dépositaires du pouvoir au droit pénal commun.
Selon cette dernière conception qui est celle de l'auteur, qualifiée de « rousseauiste » dans la note de lecture de la RFAP, les conditions de validité des immunités s'évaluent au regard du principe d’égalité : les mécanismes dérogatoires du droit commun doivent « prendre en compte la spécificité de situation de leurs destinataires », être justifiés par des considérations d’intérêt général et être proportionnés avec l’objectif poursuivi (p. 29). Ce qui tend à condamner l'immunité, selon l'auteur ; un jugement que ne partage pas Koen Muylle, observant qu'il repose sur une conception dépassée de la séparation des pouvoirs, laquelle fait du pouvoir législatif le contre-pouvoir du pouvoir exécutif, sous la régulation d'un pouvoir judiciaire supposé être à l'abri d'une instrumentalisation alors qu'en France, il n'est qu'une autorité. Or ce rôle de contre-pouvoir est aujourd'hui dévolu à l'opposition parlementaire et la protection de celle-ci renouvellerait la légitimité de l'immunité parlementaire, selon Koen Muylle, qui relève que l'on trouve également l'immunité dans les régimes où existe un véritable pouvoir judiciaire. D'ailleurs, dit-il, la jurisprudence de la Cour européenne des droits de l'homme (CEDH) admet la validité du principe même de l'irresponsabilité parlementaire et la limitation de l'accès au juge qui s'ensuit, sous la condition qu'elle ne protège que l'activité purement parlementaire, au sens strict du terme,,.
Depuis, les propos de Koen Muylle ont été confortés par une autre décision de la CEDH pour qui l'immunité parlementaire sert « la protection d'une démocratie politique effective (…), dans la mesure notamment où [elle tend] à protéger l'autonomie législative et l'opposition parlementaire ».
Dans sa thèse de droit comparé, Cécile Guérin-Bargues, remet néanmoins en cause la pertinence d'une des conceptions traditionnelles de l'immunité parlementaire qui tend à présenter irresponsabilité et inviolabilité comme un ensemble homogène, destiné à garantir l’indépendance des parlementaires et dont l’existence serait nécessaire au bon fonctionnement du régime représentatif. Cela revient à reconnaître à l’inviolabilité un fondement qui n'est propre qu'à l’irresponsabilité, dit l'auteure, alors que selon elle, la quasi absence d’inviolabilité en droit anglais et américain et le recours au droit commun (voir supra) n'altéreraient pas la capacité du régime représentatif à fonctionner de manière satisfaisante. Et de conclure que, parce que le caractère représentatif du mandat permet à l’assemblée de fonctionner régulièrement, même en présence d’une Chambre incomplète, il ne saurait fonder l’existence d’une inviolabilité dont la vocation première est de garantir la présence, sinon effective du moins potentielle, des parlementaires en séance.

### L'immunité parlementaire et la moralisation de la vie politique
La période politique et électorale de 2017 (élection présidentielle suivie des législatives et nouveaux gouvernements) a largement tourné autour du thème de la moralisation de la vie politique avec les affaires Fillon et Le Pen et celles ayant conduit un ministre du gouvernement Caseneuve et quatre ministres du gouvernement Philippe à la démission.

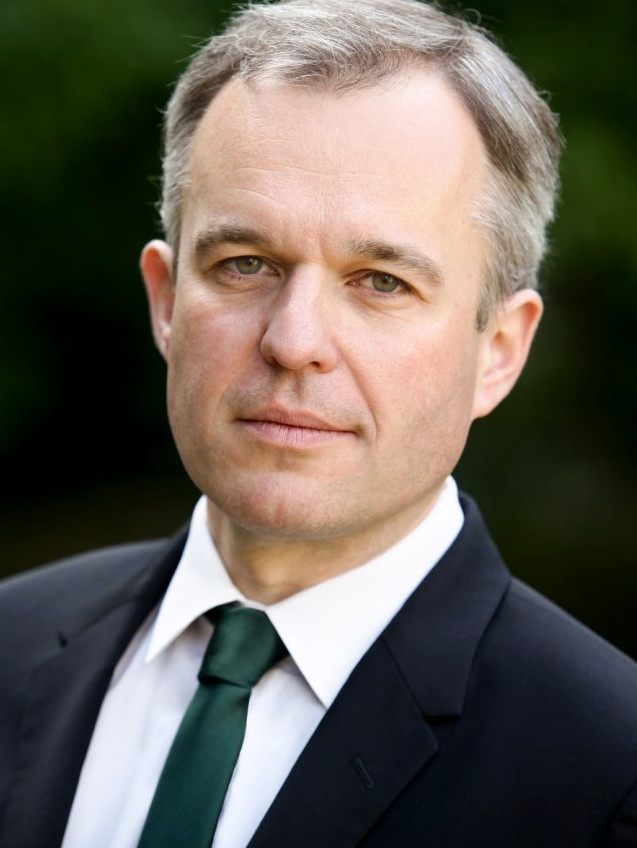
François de Rugy, président de l'Assemblée nationale de 2017 à 2018, a proposé de réformer les dispositions relatives à l'immunité parlementaire.

Dans le contexte des affaires qui ont émaillé la présidentielle de 2017, Benoit Hamon candidat PS souhaitait la suppression de l'immunité parlementaire qui « empêche le travail libre de l'autorité judiciaire ». En élargissant le propos, le sénateur PS Alain Anziani en vient à la même conclusion, afin notamment de « retisser un lien de confiance avec les électeurs ». Lors du débat télévisé avant le premier tour des présidentielles, un autre candidat, Philippe Poutou du NPA avait opposé l'absence « d'immunité ouvrière » à l'immunité parlementaire qu'invoquait la candidate Marine Le Pen, eurodéputé (FN), pour ne pas se rendre à la convocation d'un juge ; cette dernière, arguant de ce que l'immunité est faite pour protéger de toute pression extérieure, en l'espèce de l'instrumentalisation de la Justice, ce qui justifierait la tradition d'une « trêve républicaine » en période électorale. Elle sera néanmoins imitée deux mois plus tard par son compagnon Louis Aliot après que tous deux fussent élus députés, sans que le refus de ce dernier ne soit expliqué.
La suppression de l'immunité parlementaire figure également dans la charte éthique publiée à l'occasion des législatives de juin 2017 par l’association Anticor, au motif que cette immunité (entre autres) « concourt à une Justice à deux vitesses qui protègent les élus et ministres plus que les simples citoyens » ; une charte dont Jean-Luc Mélenchon a imposé la signature aux candidats aux législatives de son mouvement La France insoumise, sans pour autant la respecter lorsqu'il fut concerné lui-même en mai 2018.
C'est dans ce climat général que Thierry Solère, réélu député LR mais soutien « constructif » au président Macron, propose lui aussi en juin 2017 la suppression de l’immunité parlementaire dans le cadre du projet de loi sur la moralisation de la vie politique que prépare le Gouvernement Édouard Philippe (2). Selon lui elle « ne sert à rien » puisque sa levée est assez automatique [argument réversible], sinon à « entretenir ce petit soupçon perpétuel » visant la classe politique. En réponse, le gouvernement fait savoir par son porte-parole Christophe Castaner qu'il ne s'y opposerait pas le cas échéant.
Le débat sur l'immunité parlementaire à l'aune du soupçon populaire n'est pas nouveau puisqu'il avait en partie motivé la réforme de 1995. Plus récemment, il avait agité le Sénat en 2014 à cause de l'émotion suscitée par la résistance de la Haute assemblée à lever l'immunité de Serge Dassault, poussant son président Jean-Pierre Bel a annoncer la création d’un groupe de travail, avec ce commentaire : « L'immunité parlementaire, qui a une légitimité historique (….) peut toujours être une nécessité dans certaines circonstances. Mais peut-être faut-il en réduire le périmètre, s'adapter à la France d'aujourd'hui ». Elle pourrait donc exclure toutes les questions judiciaires de droit commun pour ne conserver que la protection sur les déclarations d’ordre politique. Une proposition qui fait implicitement écho au souhait de François de Rugy, président de l'Assemblée nationale élu en juin 2017, de supprimer ou revoir l'immunité parlementaire « parce que symboliquement c'est mal vécu par beaucoup de français » même s'il ne faut pas confondre immunité et impunité ; (car) l'immunité est facilement levée, de sorte que « la justice n'est pas entravée ».
En 2020, un rapport d’information parlementaire des députés Sébastien Huyghe et Alain Tourret propose pourtant, outre un effort de pédagogie, de conserver l'essentiel du dispositif de l'irresponsabilité et celui de l’inviolabilité avec les aménagements suivantes :
- empêcher toute action contre les propos tenus par un parlementaire, en lien avec l’exercice de ses fonctions, dans le cadre de débats d’intérêt général organisés en dehors des assemblées.
- encadrer les perquisitions dans les locaux des parlementaires, sur le modèle du régime applicable aux avocats.
- renforcer les garanties applicables à la procédure d’autorisation des mesures privatives ou restrictives de libertés contre un parlementaire[87].

Toutefois, il faudrait une révision constitutionnelle (article 26) pour traduire cette volonté de suppression ou d'évolution dans les faits.

## Pratique de l'immunité parlementaire sous laVeRépublique
Avertissement : les motifs incriminants invoqués lors de la levée de l'immunité, ou de son refus, sont soumis au strict respect de la présomption d'innocence. Les listes ci-dessous peuvent être lacunaires.

### Parlementaires dont l'immunité a été levée
| Dates                    | Noms                  | Mandat          | Motifs envisagés, circonstances |
| ------------------------ | --------------------- | --------------- | --- |
| 25 novembre 1959         | François Mitterrand   | Sénateur        | Affaire de l’Observatoire |
| 7 décembre 1960          | Pierre Lagaillarde    | Député          | Arrestation - Barricades d'Alger |
| 21 juin 1961             | Marc Lauriol          | Député          | Autorisation des poursuites - Putsch d'Alger |
| 16 janvier 1962          | Claude Dumont         | Sénateur        | Arrestation - Activités OAS |
| 5 juillet 1962           | Georges Bidault       | Député          | Arrestation - Activités OAS |
| 11 décembre 1989         | Jean-Marie Le Pen     | Député européen | Inculpation - Affaire « Durafour-crématoire » |
| 3 décembre 1992          | Jean-Michel Boucheron | Député          | Poursuites dans une affaire de corruption et trafic d'influence |
| 20 décembre 1992         | Jean-Michel Boucheron | Député          | (mêmes motif et circonstances) |
| 21 janvier 1993          | Jean-Michel Boucheron | Député          | Arrestation hors session (mêmes circonstances) |
| 7 décembre 1993          | Bernard Tapie         | Député          | Mise en examen - Affaire Testut |
| 30 mars 1994             | Édouard Chammougon    | Député          | Arrestation hors session dans une affaire de prise illégale d'intérêts                                                                                              |
| 28 juin 1994             | Bernard Tapie         | Député          | Contrôle judiciaire - 2 demandes distinctes notamment Affaire du Phocéa et 2 décisions de levée                                                                     |
| 28 juillet 1994          | Maurice Arreckx       | Sénateur        | Incarcération dans une affaire de recel de fonds et complicité d’abus de biens sociaux                                                                              |
| 24 décembre 1994         | Jean-Luc Bécart       | Sénateur        | Mise en examen et détention dans une affaire de corruption et détournement de fonds publics                                                                         |
| 24 décembre 1994         | Claude Pradille       | Sénateur        | Mise en examen et détention dans une affaire d'abus de confiance, corruption passive                                                                                |
| Après la réforme de 1995 |                       |                 | |
| 21 novembre 1995         | Bernard Tapie         | Député          | Contrôle judiciaire - Affaire VA-OM |
| 19 juin 1996             | Jean-Pierre Lafond    | Sénateur        | Mise en détention provisoire dans une affaire de fausses factures                                                                                                   |
| 25 février 1997          | Franck Marlin         | Député          | Contrôle judiciaire dans une affaire de corruption, trafic d'influence et recel d’abus de biens sociaux                                                             |
| Mars 1997                | Marcel Daunay         | Sénateur        | Affaire de recel d'abus de confiance et recel d'abus de pouvoir et d'abus de biens sociaux                                                                          |
| 12 novembre 1997         | Xavier Dugoin         | Sénateur        | Contrôle judiciaire dans une affaire de recel et complicité d'abus de biens sociaux                                                                                 |
| 6 oct. 1998              | Jean-Marie Le Pen     | Député européen | Chahutage d’une candidate socialiste aux législatives et affaire du « détail » réitérée en 1997 en Bavière                                                          |
| 16 décembre 1998         | Marc Dumoulin         | Député          | Contrôle judiciaire dans une affaire de mœurs |
| 16 décembre 1998         | Élie Hoarau           | Député          | Contrôle judiciaire dans une affaire de corruption passive |
| 6 novembre 2001          | Marc Dumoulin         | Député          | Incarcération à la suite d'une condamnation en première instance dans une affaire de mœurs                                                                          |
| novembre 2003            | Jean Faure            | Sénateur        | Garde à vue dans une affaire de mœurs |
| 13 décembre 2005         | Bruno Gollnisch       | Député européen | Mise en examen pour négationnisme |
| 22 juillet 2009          | Gaston Flosse         | Sénateur        | Garde à vue dans une affaire de détournement de fonds publics et de corruption passive, recel d’abus de biens sociaux                                               |
| 3 novembre 2009          | Gaston Flosse         | Sénateur        | Mise en détention provisoire (mêmes circonstances) |
| 21 janvier 2010          | René Vestri           | Sénateur        | Contrôle judiciaire dans une affaire de blanchiment |
| 7 avril 2010             | Sylvie Andrieux       | Député          | Contrôle judiciaire dans une affaire de détournement de fonds publics                                                                                               |
| 10 mai 2011              | Bruno Gollnisch       | Député européen | Dépôt d'une plainte pour incitation à la haine raciale, |
| 30 juin 2011             | Georges Tron          | Député          | Contrôle judiciaire dans une affaire de mœurs |
| 15 mars 2012             | Jean-Noël Guérini     | Sénateur        | Mandat d'amener envisagé dans une affaire de trafic d'influence et prise illégale d'intérêts touchant à des marchés publics                                         |
| 15 mars 2012             | Robert Navarro        | Sénateur        | Abus de confiance |
| 12 décembre 2012         | Jean-Noël Guérini     | Sénateur        | Garde à vue envisagée dans un dossier connexe à l'affaire précédente (supra)                                                                                        |
| 2 juillet 2013           | Marine Le Pen         | Député européen | Mandat d'amener envisagé à la suite d'une plainte pour incitation à la haine raciale (à propos des prières de rue),                                                 |
| 12 février 2014          | Serge Dassault        | Sénateur        | Achat de votes, corruption, blanchiment et abus de biens sociaux. Elle avait été rejetée deux fois auparavant (infra).                                              |
| 21 janvier 2015          | Philippe Briand       | Député          | Affaire Bygmalion |
| 18 mars 2015             | Patrick Balkany       | Député          | Corruption passive, blanchiment de corruption et blanchiment de fraude fiscale                                                                                      |
| 18 mars 2015             | Aymeri de Montesquiou | Sénateur        | Affaire du "Kazakhgate" : blanchiment en bande organisée et corruption active d'agents publics étrangers                                                            |
| 15 avril 2015            | Yvon Collin           | Sénateur        | Affaire de "corruption active et passive", |
| 19 mai 2015              | Jérôme Lavrilleux     | Député européen | Affaire Bygmalion |
| 2 mars 2017              | Marine Le Pen         | Député européen | Diffusion d'images de violence : publication sur Twitter de photos d'une exécution par Daesh[réf. souhaitée]                                                        |
| 27 septembre 2017        | Gilbert Collard       | Député          | Diffusion d'images de violence : Publication sur Twitter de photos des victimes de Daech. Elle avait été une première fois rejetée (infra).                         |
| 8 novembre 2017          | Marine Le Pen         | Député          | Diffusion d'images de violence : Publication sur Twitter de photos des victimes de Daech. Elle avait été une première fois levée par le Parlement européen (supra). |
| 11 juillet 2018          | Thierry Solère        | Député          | Soupçon de fraude fiscale et de corruption. |
| 12 mars 2019             | Jean-Marie Le Pen     | Député européen | Affaire des assistants parlementaires du Front national au Parlement européen                                                                                       |
| 12 mars 2019             | Dominique Bilde       | Député européen | Affaire des assistants parlementaires du Front national au Parlement européen                                                                                       |
| 24 mai 2023              | Damien Abad           | Député          | Soupçon de tentative de viol |

Les sources utilisées sont parfois anciennes et dispersées.

### Demandes de levée en cours
| Dates demandes | Examen prévu | Noms | Mandat | Motifs envisagés, circonstances |
| -------------- | ------------ | ---- | ------ | ------------------------------- |
| -              | -            | -    | -      | -                               |

### Demandes de levée rejetées
| Dates            | Noms                | Mandat          | Motifs envisagés, circonstances                                                                                 |
| ---------------- | ------------------- | --------------- | --- |
| 18 décembre 1981 | Paul Bladt          | Député          | Diffamation. |
| 4 mai 1982       | Michel Berson       | Député          | Diffamation. |
| 18 novembre 1982 | Joseph Pinard       | Député          | Diffamation. |
| 21 juin 1995     | Philippe de Canson  | Député          | Recel d'extorsion de fond et prise illégale d'intérêts.                                                         |
| 21 novembre 1995 | Bernard Charles     | Député          | Placement sous contrôle judiciaire                                                                              |
| 21 janvier 1997  | André Thien Ah Koon | Député          | Placement sous contrôle judiciaire                                                                              |
| 26 novembre 1997 | Claude Hoarau       | Député          | Placement sous contrôle judiciaire                                                                              |
| 12 oct. 2005     | Denis Jacquat       | Député          | Placement en garde à vue                                                                                        |
| 3 juillet 2013   | Serge Dassault      | Sénateur        | Achat de voix et tentatives d'homicide.                                                                         |
| 8 janvier 2014   | Serge Dassault      | Sénateur        | Mêmes motifs. Sera levée ultérieurement (supra)                                                                 |
| 16 avril 2014    | Bernard Brochand    | Député          | Corruption |
| 28 mai 2014      | Lionnel Luca        | Député          | Heures supplémentaires payées, supposées indues, à deux fonctionnaires municipaux                               |
| 2 février 2016   | Florian Philippot   | Député européen | Diffamation envers le Qatar                                                                                     |
| 12 juillet 2016  | Paul Giacobbi       | Député          | Détournements de fonds publics (condamné en 2017)                                                               |
| 22 février 2017  | Gilbert Collard     | Député          | Diffusion d'images de violence : Publication de photos des victimes de Daech. Sera levée ultérieurement (supra) |
| 15 janvier 2020  | Max Mathiasin       | Député          | Détournements présumés de fonds publics à Pointe-à-Pitre,                                                       |
| 9 décembre 2020  | Benoît Simian       | Député          | Harcèlement moral sur son épouse                                                                                |

S'y ajoute les demandes non instruites (caducité, sans objet, etc.) ; tel est le cas par exemple de Jean-Luc Mélenchon, avec deux demandes distinctes de levée de son immunité parlementaire faites en mai puis en juin 2018, au motif de diffamation, restées sans suite à ce jour, l'une des procédures judiciaires allant finalement à son terme grâce à l'audition tardive (mais acceptée par lui) de l'intéressé en 2019.

### Parlementaires ayant bénéficié d'une suspension des mesures judiciaires
| Dates            | Noms | Mandat   | Objet de la suspension                                                                                    |
| ---------------- | --- | -------- | --- |
| 26 juillet 1963  | Raymond Schmittlein | Député   | Suspension des poursuites                                                                                 |
| 14 novembre 1980 | Jean Auroux, Raoul Bayou, Claude Évin, Laurent Fabius, Pierre Guidoni, Pierre Jagoret, François Mitterrand, Gilbert Sénès | Députés  | Suspension des poursuites consécutives à leur participation à une radio libre                             |
| 14 novembre 1980 | Maurice Niles | Député   | |
| 15 mai 1987      | Paul d'Ornano | Sénateur | |
| 17 décembre 1987 | Gérard Larcher | Sénateur | Suspension des poursuites pour diffamation                                                                |
| Juin 1990        | Marcel Rudloff | Sénateur | |
| 10 décembre 1997 | Michel Charasse | Sénateur | Suspension d'une amende infligée pour refus de répondre à une convocation d'un juge en période de session |